# 榎本加奈子のボケ診断ゲーム
『榎本加奈子のボケ診断ゲーム』（えものもとかなこ の ボケしんだんゲーム）は、1999年3月25日にオラシオンから発売されたプレイステーション用ゲーム。
タレントの榎本加奈子がプレーヤーを榎本的にボケ診断する内容。どれだけ天然ボケであるかを診断するのではなく、認知症かどうかをミニゲームで診断する。診断できる内容は判断力、音感、反射神経、集中力、持久力の5つ。診断は「合格」「不合格」の二段階評価によって判定される。ミニゲームは全て榎本加奈子の音声の指示によって進行するので、ミュート時には正常にプレイできない。マルチタップを使用することで、最大8人で対戦することができる。セーブにはメモリーカードを1ブロック必要とする。

## システム
ミニゲームはルーレットによって決定されるため自由に選ぶことができない。このルーレットは榎本加奈子が回転し、彼女の左手が指したものが選ばれるという非常にシュールなものである。

## ミニゲーム
ミニゲームは全部で5種類ある。また、レベルの概念も存在し、1から10までに分けられる。最大レベルまでクリアすればそのゲームはルーレットで選ばれなくなる。 
- St：Stamina diag 慢性持久力不足診断 連打してレースをするゲーム。
- J：Judgement diag　突発性低判断力診断 言葉と絵が同じなら〇、違っていたら×を押すゲーム。3秒以内に答える必要がある。
- C：Concentration diag　集中力散漫診断 指示通りに落ちてくるものをキャッチするゲーム。
- S：Speed diag 反射無神経診断 ゴキブリからサクランボを守るゲーム。方向キーで照準を定め、〇ボタンで攻撃、×ボタンで殺虫剤（回数制限のある範囲攻撃）を使用できる。
- R：Rhuthm diag鈍音感診断 〇△□×ボタンをタイミングよく押して、猿のキャラクターにバナナを食べさせるリズムゲーム。事前に暗記する時間が与えられるが、バナナが目印になるので覚える必要はない。

## 診断結果
- ゲームが終わった後、榎本加奈子のムービーが流れ、診断結果が伝えられる。
- 一定の点数に達しなかった場合「要再検」の文字が出る。